# Война третьей коалиции
Война Третьей коалиции — война между Францией, Испанией, Баварией и Италией с одной стороны и Третьей антифранцузской коалицией, в которую входили Австрийская империя, Россия, Великобритания, Швеция и Неаполитанское королевство, — с другой. В советской историографии использовался термин «Война против Третьей коалиции», в современной российской —  «Русско-австро-французская война».

## Начало войны
Великобритания, в нарушение Амьенского мира не только не очищала остров Мальту, но в марте 1803 года потребовала от Наполеона уступки Мальты и очищения Нидерландов и Швейцарии от французских войск; а когда на это последовал отрицательный ответ, Великобритания 16 мая 1803 года объявила Франции войну.
После этого Наполеон начал планировать вторжение в Англию. Чтобы заставить британцев разбросать свои силы, французские войска, под командованием генерала Мортье, заняли в мае 1803 года Ганновер (находившийся в личной унии с Великобританией), а генерал Сен-Сир двинулся в Неаполитанское королевство и занял Отранто, Таранто и Бриндизи. Этим движением французы заняли удобную позицию для нападений на Ионические острова и для переправы в Египет, куда, таким образом, направлялось внимание британских морских сил в Средиземном море. С занятием Ганновера французы овладели устьями рек Эльбы и Везера и преградили британским торговым судам вход в Гамбург.
К лету 1805 года 180-тысячная армия Наполеона («Армия Берегов Океана») стояла на французском побережье Ла-Манша, в Булони, готовясь высадиться в Англии (Булонский лагерь). Этих сухопутных сил было вполне достаточно, но военного флота для прикрытия десанта Наполеону не хватало, поэтому требовалось оттянуть британский флот подальше от Ла-Манша.

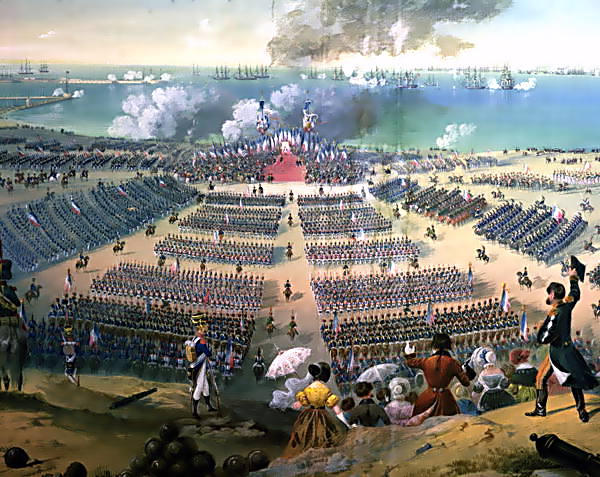
Наполеон инспектирует свою армию в Булонском лагере 15 августа 1804 года

11 апреля 1805 года Россией и Великобританией был подписан Петербургский союзный договор, заложивший основу третьей коалиции. 8 августа к договору присоединилась Австрия. Однако все попытки подключить к военным действиям против Наполеона Пруссию окончились неудачей.

## План и силы коалиции
На совещании в Вене, где принимали участие высшее командование австрийской армии и посланник русского царя генерал-адъютант Винцингероде, был принят план войны с Францией. Для борьбы с Наполеоном предполагалось выставить гигантские силы. Конвенция между Австрией и Россией определяла силы этих держав, предназначенные для похода: 250 тыс. австрийцев и 180 тыс. русских. Одновременно план предполагал участие в войне на стороне коалиции 100 тыс. пруссаков, 16 тыс. шведов, 16 тыс. датчан, 35 тыс. войск различных немецких контингентов, 20 тыс. неаполитанцев и 5 тыс. англичан. Всего 622 тыс. человек. Впрочем, эти силы существовали в значительной степени гипотетически, так как ни пруссаки, ни мелкие германские государства, ни датчане к коалиции ещё не присоединились. Поэтому в июльском плане речь шла о войсках, которые реально существовали на этот момент.
50-тысячная русская армия, командование которой позже будет вручено генералу Кутузову, должна была собраться на юго-западной границе России у городка Радзивилов и двинуться в Австрию для соединения с войсками этой державы. Примерно 90 тыс. русских солдат должны были быть собраны у прусской границы. Эти войска должны были потребовать свободного прохода через прусские земли и тем самым вынудить прусского короля вступить в коалицию. Впоследствии, после вступления на прусскую территорию, 50 тыс. из них должны были быть посланы в Богемию на помощь австрийцам, а 40 тыс. — идти на северо-запад Германии. Сюда же должны были прибыть морем и высадиться в районе Штральзунда (в шведской Померании) 16 тыс. русских солдат. Они должны были объединиться с таким же количеством шведов и 40-тысячным корпусом, прошедшим через Пруссию. Русское и австрийское командование надеялось, что к ним присоединятся 60 тыс. пруссаков. В южной Германии должны были действовать 120 тыс. австрийцев, а в северной Италии — 100-тысячная австрийская армия. Наконец, на юге Италии в районе Неаполя должны были высадиться 25 тыс. русских и 5 тыс. британских солдат и, объединившись с неаполитанцами, действовать против южного фланга французской группировки в Италии.
Ещё в июне 1805 года император Александр I приказал формировать четыре армии: Подольскую (58 101 человек), Волынскую (48 339 человек), Литовскую (56 627 человек), Северную (48 037 человек), а также десантный корпус в портах Балтийского моря (19 452 человек). Позднее в связи с колебаниями Пруссии и возможностью её выступления на стороне Наполеона у границ с нею началось формирование отдельного корпуса в 13 729 человек.
Таким образом, предполагалось действие по четырём основным направлениям:
1. Северная Германия. Здесь должно было собраться 72 тыс. русских и шведов (а с гипотетическими пруссаками — 132 тыс.).
2. Южная Германия. 220 тыс. русских и австрийцев.
3. Северная Италия. 100 тыс. австрийцев.
4. Южная Италия. 45 тыс. русских, англичан и неаполитанцев.

Общая численность союзной армии, таким образом, должна была составлять 437 тыс. человек. А с пруссаками — 497 тыс. Сверх того предполагалось, что в течение короткого времени австрийцы усилят свою армию дополнительными 100 тыс. солдат, как своих собственных войск, так и контингентами немецких князей. Таков был план, намеченный
в Вене 16 июля 1805 года и утверждённый затем царём в Петербурге.

## Военные действия на море
Попытка отвлечь британцев, угрожая их господству в Вест-Индии потерпела неудачу: франко-испанский флот под командованием французского адмирала Вильнёва не смог прорвать английскую блокаду на обратном пути в Европу у мыса Финистерре, и отступил в Испанию, в порт Кадис, где был заблокирован.
Адмирал Вильнёв, несмотря на плохое состояние флота, до которого сам же его и довёл, и узнав, что его собираются заменить адмиралом Россильи, вышел, следуя указаниям Наполеона, в конце октября в море. У мыса Трафальгар франко-испанский флот принял бой с английской эскадрой адмирала Нельсона и был полностью разбит, несмотря на то, что Нельсон был смертельно ранен в этом сражении. Французский флот так и не восстановился после этого поражения, уступив английскому флоту господство на море.

## Военные действия на суше
Вступив в коалицию, Австрия, пользуясь тем, что большая часть армии Наполеона была сконцентрирована на севере Франции, планировала развязать военные действия в северной Италии и в Баварии. На помощь австрийцам Россия двинула две армии, под командованием генералов Кутузова и Буксгевдена.
Получив сведения о действиях сил коалиции, Наполеон вынужден был отложить высадку на Британские острова на неопределённый срок и двинуть войска в Германию. Именно тогда Наполеон сказал: «Если я через 15 дней не буду в Лондоне, то я должен быть в середине ноября в Вене».
Тем временем 72-тысячная австрийская армия под командованием барона Карла Макка фон Лейбериха вторглась в Баварию, не дождавшись русских войск, ещё не достигших театра военных действий.
Наполеон покинул Булонский лагерь и, совершив марш-бросок на юг, в кратчайшие сроки достиг Баварии. Австрийская армия капитулировала в битве под Ульмом. Избежать плена удалось корпусу генерала Елачича, однако и он был впоследствии настигнут французским маршалом Ожеро и капитулировал.
Оставшись в одиночестве, Кутузов вынужден был отступать с арьергардными боями (бой у Мерзбаха, бой при Холлабрунне) на соединение с ещё не подошедшей армией Буксгевдена.
Наполеон без серьёзного сопротивления 13 ноября 1805 года занял Вену. Российский император Александр I и австрийский император Франц II прибыли к армии. По настоянию Александра I армия Кутузова прекратила отступление, вступила в сражение с французами при Аустерлице, в котором потерпела тяжёлое поражение и в беспорядке отступила.

### Действия в Тироле
Осенью 1805 года в Тироле располагалась 30-тысячная австрийская армия под командованием эрцгерцога Иоанна. В районе Триенто (Тренто), охраняя сообщение с Тиролем, располагался австрийский 10-тысячный корпус Гиллера.
Затем эрцгерцог Иоанн вызвал к себе половину отряда, стоявшего в Триенто. 30-тысячная австрийская армия была разделена на несколько отрядов. Отряд из состава погибшей Дунайской армии Мака под командованием Елачича располагался у Фельдкирха,  принц Роган — у Фюссена; Сен-Жюльен — у Шарница, тирольское ополчение в Куфштейне; сам эрцгерцог Иоанн с резервом — в Инсбруке. Корпус Гиллера располагался в Триенте и Боцене.
Наполеон, расправившись с армией Мака под Ульмом, чтобы обеспечить своё правое крыло двинул в Тироль корпус Нея из Ульма, баварскую дивизию Деруа из Зальцбурга и корпус Ожеро от Фельдкирха. Ней 24 октября взял Шарниц и двинулся на Инсбрук.
Эрцгерцог Иоанн отступил на позицию в Бреннере. Затем он получил приказ оставить Тироль и начал отступление. Отряды Елачича и Рогана получили указания отступать через Боцен. Однако войска Ожеро обошли отряд Елачича и вынудили его без боя капитулировать. Войска Нея обошли отряд принца Рогана. Тогда Роган пошёл горными тропами в Италию, надеясь пробиться в Венецию. Но войска Сен-Сира перехватили отряд Рогана и рассеяли его. Тирольское ополчение в Куфштейне было окружено баварской дивизией Деруа и сдалось. С остальными силами эрцгерцог Иоанн добрался до Марбурга, где соединился с войсками эрцгерцога Карла.

### Действия в Италии
В сентябре 1805 года, когда армия Мака шла к Ульму, в районе Вероны, на левом берегу реки Адидже, тогдашней границе Австрии с Итальянским королевством, располагалась австрийская армия эрцгерцога Карла численностью около 80 тыс. человек. К концу октября численность армии планировали увеличить до 100 тыс. человек.
Французской армией в Италии командовал Андре Массена, имевший около 56 тыс. человек.
Когда австрийцам стало известно о движении наполеоновской армии в Германию, эрцгерцог Карл получил указание отправить к Ульму 20-тыс. корпус из состава своей армии. Однако командующий Дунайской армией Мак, уверенный в своих силах, дал указание этим войскам повернуть назад. В результате эти войска не смогли оказать помощь Маку и не успели к Карлу во время его схватки с французами, потратив время в бесполезных маршах. Австрийская армия в Италии потеряла численное превосходство и стала почти равна французским силам. Эрцгерцог Карл вынужден был отказаться от наступления и думать об обороне, тем более, что к Массене на помощь двигался корпус Сен-Сира.
После того как Массена 16 октября получил известие о разгроме австрийцев под Ульмом, французы перешли в наступление. Эрцгерцог Карл сосредоточил войска на крепкой позиции при Кальдьеро (Кальдиеро) и дал французам сражение. Оно длилось трое суток, австрийские войска отбили все атаки французов, но в последний день сражения Карл получил указание оставить сильный гарнизон в Венеции и форсированным маршем идти на соединение с Кутузовым. В ночь с 20 на 21 октября австрийцы начали отступление, а французы двинулись вслед за ними. Австрийцы дошли до Пальма-Новы, но, получая по пути известия об отступлении армии Кутузова и видя невозможность соединения с ней через Тарвис и Филлах, эрцгерцог Карл оставил Пальма-Нову 30 октября (11 ноября) и двинулся к Горице и Лайбаху. 8 ноября австрийцы прибыли в Лайбах.
Австрийцы распускали слухи, что ждут прибытия русской армии в Далмацию. Поверив в эти слухи, а также ожидая высадки русских и британцев в Неаполе, Массена прекратил преследование и остановился на берегах реки Изонцо, а корпус Сен-Сира получил указание осадить Венецию.
Эрцгерцог Карл повёл войска к Марбургу, где планировал соединиться с войсками эрцгерцога Иоанна из Тироля, а позже планировал вместе с ними двигаться в сторону Вены. После соединения с войсками эрцгерцога Иоанна австрийцы под командованием эрцгерцога Карла начали движение в сторону Дуная, но тут был заключён мир.

### Действия в Северной Германии
В октябре 1805 года российский корпус под командованием П. А. Толстого был по морю доставлен в Шведскую Померанию. Он расположился на правом берегу Везера. Затем туда же прибыли по морю британские войска под командованием сначала Джорджа Дона, а затем Уильяма Кэткарта. Вскоре в Люнебург прибыли и шведские войска под командованием короля Густава IV Адольфа. Таким образом, в Северной Германии собралась русско-британо-шведская армия численностью 56 000 человек.
В декабре 1805 года была сделана попытка обложить крепость Гамельн в Ганновере, но после Аустерлицкого сражения британские и российские войска вернулись на родину, а шведские войска отошли на правый берег Эльбы.

## Итоги войны
26 декабря 1805 года Австрия заключила с Францией Пресбургский мир, по которому лишалась ряда территорий. Россия, несмотря на тяжёлые потери, продолжила военные действия против Наполеона в составе четвёртой антифранцузской коалиции, также организованной при активном участии Англии.
Континентальная часть Неаполитанского королевства, включая столицу — город Неаполь, — была завоёвана Наполеоном. На этой территории было образовано государство-сателлит Франции с тем же названием. Островная часть королевства, то есть Сицилия, сохранила независимость, но активного участия в военных действиях не принимала.

## Статистика Войны третьей коалиции
| Страна                 | Население (1805 год) | Войск, чел | Солдаты убитые, раненые и пропавшие без вести, чел. | Пленные солдаты |
| ---------------------- | -------------------- | ---------- | --------------------------------------------------- | --------------- |
| Российская империя     | 39 040 300           | 280 000    | 25 000                                              | 25 000          |
| Австрийская империя    | 20 800 000           | 340 000    | 20 000                                              | 70 000          |
| Всего в коалиции       | 59 840 300           | 620 000    | 45 000                                              | 95 000          |
| Франция                | 28 920 000           | 200 000    | 37 000                                              | 5000            |
| Всего войск-участников | 88 760 600           | 970 000    | 82 000                                              | 100 000         |

- Bodart G. Losses of life in modern wars. Austria-Hungary; France. — London., 1916., p. 132